# Andrzej Kubica
Andrzej Kubica (Będzin, 7 luglio 1972) è un ex calciatore polacco, di ruolo attaccante.